# Presidente de la República de Vietnam
El presidente de la República de Vietnam fue el máximo cargo político de Vietnam del Sur entre los años 1955 y 1975.

## Historia
El cargo fue establecido en 1955 cuando Ngô Đình Diệm asumió el cargo de presidente tras la división del Estado de Vietnam, entidad integrada en la Indochina Francesa, como consecuencia de la guerra de Indochina. La existencia de Vietnam del Sur se enmarca dentro de la Guerra de Vietnam entre el sur, apoyado por Estados Unidos, y el gobierno de Vietnam del Norte, de ideología comunista, y apoyado por el Vietcong, grupo infiltrado en forma de guerrilla en Vietnam del Sur.
En 1963 se produce un golpe de Estado que acabó con el régimen de Diệm, que había virado hacia el autoritarismo. El gobierno militar se extendió hasta 1967, cuando el jefe del estado, Nguyên Van Thieu, se postuló como presidente civil tras su victoria en las elecciones presidenciales de ese año. La marcha de  la guerra, desfavorable a los estadounidenses, motivó su retirada en 1972; el gobierno de Saigón hizo frente al Vietcong hasta su derrota final, el 30 de abril de 1975.
Por su parte las fuerzas de oposición al gobierno de Saigón, el  Frente Nacional de Liberación de Vietnam o más conocido como Vietcong, estableció un gobierno opuesto liderado por Nguyễn Hữu Thọ. La importancia política y su fuerza militar propició que fuera reconocido como interlocutor en los Acuerdos de paz de París (1973). Con la caída de Saigón, el PRG, se convirtió en el único gobierno legítimo en el sur, finalmente en 1976 se produjo la reunificación de Vietnam.
| Espectro político                                                                        |
| ---------------------------------------------------------------------------------------- |
| Can Lao Militar Frente Nacional Socialdemocrático Partido de los Trabajadores de Vietnam |

## Lista de presidentes de la República de Vietnam (1955-1975)
| N.º                           | Retrato                       | Nombre (nacimiento–muerte)    | Inicio                        | Fin                                | Partido político                           |
| Primera República (1955-1963) | Primera República (1955-1963) | Primera República (1955-1963) | Primera República (1955-1963) | Primera República (1955-1963)      | Primera República (1955-1963)              |
| ----------------------------- | ----------------------------- | ----------------------------- | ----------------------------- | ---------------------------------- | ------------------------------------------ |
| 1                             |                               | Ngô Đình Diệm (1901-1963)     | 26 de octubre de 1955         | 2 de noviembre de 1963 (asesinado) | Partido Revolucionario Obrero Personalista |
| Junta militar (1963-1967)     |                               |                               |                               |                                    |                                            |
| 1                             |                               | Dương Văn Minh (1916-2001)    | 2 de noviembre de 1963        | 30 de enero de 1964                | Militar                                    |
| 2                             |                               | Nguyễn Khánh (1927-2013)      | 30 de enero de 1964           | 8 de febrero de 1964               | Militar                                    |
| (1)                           |                               | Dương Văn Minh (1916-2001)    | 8 de febrero de 1964          | 16 de agosto de 1964               | Militar                                    |
| (2)                           |                               | Nguyễn Khánh (1927-2013)      | 16 de agosto de 1964          | 29 de agosto de 1964               | Militar                                    |
| (1)                           |                               | Dương Văn Minh (1916-2001)    | 29 de agosto de 1964          | 26 de octubre de 1964              | Militar                                    |
| 3                             |                               | Phan Khắc Sửu (1893-1970)     | 26 de octubre de 1964         | 14 de junio de 1965                | Independiente                              |
| 4                             |                               | Nguyên Van Thieu (1923-2001)  | 14 de junio de 1965           | 21 de octubre de 1967              | Militar                                    |
| Segunda República (1967-1975) |                               |                               |                               |                                    |                                            |
| 4 (2)                         |                               | Nguyên Van Thieu (1923-2001)  | 21 de octubre de 1967         | 21 de abril de 1975                | Frente Nacional Socialdemócrata            |
| 5 (3)                         |                               | Trần Văn Hương (1902-1982)    | 21 de abril de 1975           | 28 de abril de 1975                | Frente Nacional Socialdemócrata            |
| 1 (4)                         |                               | Dương Văn Minh (1916-2001)    | 28 de abril de 1975           | 30 de abril de 1975                | Militar                                    |

### Vicepresidente de la República de Vietnam (1955-1975)
| N.º                                                           | Retrato                       | Nombre (nacimiento–muerte)    | Inicio                        | Fin                           | Partido político                |
| Primera República (1955-1963)                                 | Primera República (1955-1963) | Primera República (1955-1963) | Primera República (1955-1963) | Primera República (1955-1963) | Primera República (1955-1963)   |
| ------------------------------------------------------------- | ----------------------------- | ----------------------------- | ----------------------------- | ----------------------------- | ------------------------------- |
| 1                                                             |                               | Nguyễn Ngọc Thơ (1908-1976)   | 1 de noviembre de 1956        | 2 de noviembre de 1963        | Independiente                   |
| Junta militar (1963-1967)                                     |                               |                               |                               |                               |                                 |
| Puesto vacante (2 de noviembre de 1963-21 de octubre de 1967) |                               |                               |                               |                               |                                 |
| Segunda República (1967-1975)                                 |                               |                               |                               |                               |                                 |
| 2                                                             |                               | Nguyễn Cao Kỳ (1930-2011)     | 21 de octubre de 1967         | 23 de agosto de 1971          | Frente Nacional Socialdemócrata |
| 3                                                             |                               | Trần Văn Hương (1902-1982)    | 23 de agosto de 1971          | 28 de abril de 1975           | Frente Nacional Socialdemócrata |
| 4                                                             |                               | Nguyễn Văn Huyền (1911-1995)  | 28 de abril de 1975           | 30 de abril de 1975           | Independiente                   |

## Gobierno Revolucionario Provisional de la República de Vietnam del Sur (1969-1976)
Formado por el Frente Nacional de Liberación de Vietnam (Vietcong), de ideología socialista, y en oposición al gobierno de la República de Vietnam desde 1969 hasta 1975 con la caída de Saigón. Tras este hecho se constituye como único gobierno reconocido de Vietnam del Sur hasta la reunificación de Vietnam el 2 de julio de 1976.
| Gobierno clandestino en oposición (1969-1975)    |  |                            |                     |                     |                                        |   |
|                                                  |  | Nguyễn Hữu Thọ (1910-1996) | 6 de junio de 1969  | 30 de abril de 1975 | Partido de los Trabajadores de Vietnam | - |
| Gobierno legítimo de Vietnam del Sur (1975-1976) |  |                            |                     |                     |                                        |   |
|                                                  |  | Nguyễn Hữu Thọ (1910-1996) | 30 de abril de 1975 | 2 de julio de 1976  | Partido de los Trabajadores de Vietnam | - |